# Hermann Stiefvater
Hermann Stiefvater (* 11. Juni 1903 in Freiburg im Breisgau; † 16. April 1977 in Straubing) war ein deutscher sozialdemokratischer Politiker.

## Werdegang
Stiefvater besuchte die Volks- und Fortbildungsschule in Altglashütten (Schwarzwald) und im Anschluss die Heeresfachschule für Verwaltung, Wirtschaft, Gewerbe und Technik. Dazu bildete er sich über mehrere Jahre in Abendkursen an Volkshochschulen fort. Von 1920 bis 1945 war er Soldat in der Wehrmacht, zuletzt Oberstleutnant und Regimentskommandeur eines Panzer-Grenadier-Regiments. Während des Zweiten Weltkriegs geriet er in Gefangenschaft. Nach Heimkehr 1946 gründete er in Straubing eine Eisenwarenhandlung, die er bis Ende 1957 betrieb.
Bei der Kommunalwahl 1948 wurde er in den Stadtrat von Straubing gewählt. Er war vier Jahre Bürgermeister und ab 1. Mai 1960 hauptamtlicher Oberbürgermeister. Von 1951 an gehörte er auch dem Bezirkstag von Niederbayern an und war ab 1954 dessen Vizepräsident. Von November 1958 bis November 1970 war er Abgeordneter im Bayerischen Landtag.

## Ehrungen
- 1973: Verdienstkreuz 1. Klasse der Bundesrepublik Deutschland[1]
- Bayerischer Verdienstorden
- 18. Mai 1941 Ritterkreuz des Eisernen Kreuzes[2]